# Schietsport op de Olympische Zomerspelen 1956
De schietsport is een van de sporten die beoefend werden tijdens de Olympische Zomerspelen 1956 in Melbourne.

## Heren

### vrij geweer 300 m drie houdingen
| rang   | sporter              | land | score |
| ------ | -------------------- | ---- | ----- |
| Goud   | Vassili Borissov     | URS  | 1138  |
| Zilver | Allan Erdman         | URS  | 1137  |
| Brons  | Vilho Ylönen         | FIN  | 1128  |
| 4      | Jorma Taitto         | FIN  | 1120  |
| 5      | Constantin Antonescu | ROU  | 1101  |
| 6      | John Sundberg        | SWE  | 1094  |
| 7      | Anders Kvissberg     | SWE  | 1093  |
| 8      | James Smith          | USA  | 1082  |

### kleinkalibergeweer 50 m drie houdingen
| rang   | sporter          | land | score |
| ------ | ---------------- | ---- | ----- |
| Goud   | Anatoli Bogdanov | URS  | 1172  |
| Zilver | Otakar Hořínek   | TCH  | 1172  |
| Brons  | John Sundberg    | SWE  | 1167  |
| 4      | Vassili Borissov | URS  | 1163  |
| 5      | Vilho Ylönen     | FIN  | 1161  |
| 6      | Gilmour Boa      | CAN  | 1159  |
| 7      | Iosif Sîrbu      | ROU  | 1157  |
| 8      | Anders Kvissberg | SWE  | 1156  |

### kleinkalibergeweer 50 m liggend
| rang   | sporter          | land | score |
| ------ | ---------------- | ---- | ----- |
| Goud   | Gerald Ouellette | CAN  | 600   |
| Zilver | Vassili Borissov | URS  | 599   |
| Brons  | Gilmour Boa      | CAN  | 598   |
| 4      | Otakar Hořínek   | TCH  | 598   |
| 5      | Iosif Sîrbu      | ROU  | 598   |
| 6      | Sándor Krebs     | HUN  | 598   |
| 7      | Erling Kongshaug | NOR  | 598   |
| 8      | Severino Moreira | BRA  | 597   |

### vrij pistool 50 m
| rang   | sporter          | land | score |
| ------ | ---------------- | ---- | ----- |
| Goud   | Pentti Linnosvuo | FIN  | 556   |
| Zilver | Makhmoed Oemarov | URS  | 556   |
| Brons  | Offutt Pinion    | USA  | 551   |
| 4      | Shoji Hosaka     | JPN  | 550   |
| 5      | Anton Jasinski   | URS  | 550   |
| 6      | Torsten Ullman   | SWE  | 549   |
| 7      | Åke Lindblom     | SWE  | 542   |
| 8      | Leonard Tolhurst | AUS  | 541   |

### snelvuurpistool 25 m
| rang   | sporter               | land | score |
| ------ | --------------------- | ---- | ----- |
| Goud   | Ştefan Petrescu       | ROU  | 587   |
| Zilver | Jevgeni Tsjerkasov    | URS  | 585   |
| Brons  | Gheorghe Lichiardopol | ROU  | 581   |
| 4      | Pentti Linnosvuo      | FIN  | 581   |
| 5      | Oscar Cervo           | ARG  | 580   |
| 6      | Szilárd Kun           | HUN  | 578   |
| 7      | Kalle Sievänen        | FIN  | 576   |
| 8      | Károly Takács         | HUN  | 575   |

### lopend hert 100 m
| rang   | sporter             | land | score |
| ------ | ------------------- | ---- | ----- |
| Goud   | Vitali Romanenko    | URS  | 441   |
| Zilver | Per Olof Sköldberg  | SWE  | 432   |
| Brons  | Vladimir Sevrjoegin | URS  | 429   |
| 4      | Miklós Kovács       | HUN  | 417   |
| 5      | Miklós Kocsis       | HUN  | 416   |
| 6      | Rolf Bergersen      | NOR  | 409   |
| 7      | Benkt Austrin       | SWE  | 405   |
| 8      | John Larsen         | NOR  | 390   |

### trap
| rang   | sporter            | land | score |
| ------ | ------------------ | ---- | ----- |
| Goud   | Galliano Rossini   | ITA  | 196   |
| Zilver | Adam Smelczyński   | POL  | 190   |
| Brons  | Alessandro Ciceri  | ITA  | 188   |
| 4      | Nikolaj Mogilevski | URS  | 188   |
| 5      | Joeri Nikandrov    | URS  | 188   |
| 6      | František Čapek    | TCH  | 187   |
| 7      | Knut Holmqvist     | SWE  | 178   |
| 8      | Hans Liljedahl     | SWE  | 177   |

## Medaillespiegel
| rang   | land              | goud | zilver | brons | totaal |
| ------ | ----------------- | ---- | ------ | ----- | ------ |
| 1      | Sovjet-Unie       | 3    | 4      | 1     | 8      |
| 2      | Canada            | 1    | 0      | 1     | 2      |
| 2      | Finland           | 1    | 0      | 1     | 2      |
| 2      | Italië            | 1    | 0      | 1     | 2      |
| 2      | Roemenië          | 1    | 0      | 1     | 2      |
| 6      | Zweden            | 0    | 1      | 1     | 2      |
| 7      | Polen             | 0    | 1      | 0     | 1      |
| 7      | Tsjecho-Slowakije | 0    | 1      | 0     | 1      |
| 9      | Verenigde Staten  | 0    | 0      | 1     | 1      |
| totaal | totaal            | 7    | 7      | 7     | 21     |